# بهرام حبیبی
بهرام حبیبی (زادهٔ ۱۳۴۵ در خمین) نمایندهٔ حوزهٔ انتخابیهٔ خمین در دورهٔ هفتم مجلس شورای اسلامی بوده‌است.